# 나데즈다 오스탑추크
나데즈다 니콜라예브나 오스탑추크(벨라루스어: Надзея Мікалаеўна Астапчук 나제야 미칼라예우나 아스탑추크, 러시아어: Наде́жда Никола́евна Остапчу́к, 1980년 10월 28일 ~ )는 벨라루스의 육상 선수이다.
그녀는 잠시 2012년 런던 하계 올림픽에서 우승했지만, 이후 약물 검사 실패로 메달이 박탈되었고 금메달은 뉴질랜드의 포환던지기 선수인 밸러리 애덤스에게 수여되었다. 2005년 세계 육상 선수권 대회에서 우승했지만, 2013년 3월에 IAAF는 그녀의 약물 검사 샘플이 그 대회에서 양성 반응을 보인 것으로 밝혀졌다고 보도했다.
오스탑추크는 2008년 베이징 하계 올림픽에서 동메달을 획득했고 2010년 유럽 선수권 대회에서 우승했다. 세계 육상 선수권 대회에서 은메달을 3번 획득했으며 2006년 유럽 육상 선수권 대회에서는 2위를 차지했다. 2004년 아테네 하계 올림픽에서 4위를 했다.

## 경력
그녀는 2004년에 자신의 첫번째 올림픽에서 4위에 머물렀지만, 다음 해에 전성기를 맞이했고 2005년 세계 육상 선수권 대회에서 우승했다.